# N'kisi
N'kisi è un pappagallo cenerino (Psittacus erithacus) usato in un esperimento pensato per fargli usare capacità avanzate di conversazione in lingua inglese.

## Realizzazioni
N'kisi aveva un vocabolario di circa 950 parole e le usava correttamente nel contesto, spesso in frasi complete, sapeva anche coniugare i verbi. N'kisi era in grado di riconoscere oggetti (all'interno del suo vocabolario) e inventare nuovi termini per cose di cui non conosce il nome combinando altre parole. Una volta, N’kisi conobbe una primatologa e le chiese: "Hai uno scimpanzé?" In questa situazione ha dimostrato un possibile senso dell'umorismo.

## Critiche
C'è polemica sul fatto che i pappagalli siano in grado di usare il linguaggio umano o semplicemente imitare ciò che sentono. Tuttavia, alcuni studi scientifici, ad esempio quelli condotti su un periodo di trenta anni da Irene Pepperberg con un pappagallo cenerino di nome Alex, in numerose occasioni da storie televisive hanno suggerito che questi pappagalli sono in grado di usare le parole in modo significativo nei compiti linguistici.
N'kisi ha anche preso parte a uno studio scientifico sulle capacità telepatiche, venne condotto da Rupert Sheldrake e dal proprietario del pappagallo Aimee Morgana. I ricercatori che hanno condotto lo studio affermano che i risultati presentano un'indicazione statisticamente significativa di capacità. Questo studio, però, è stato criticato da molte persone.